# Колорадський коледж
38°50′55″ пн. ш. 104°49′30″ зх. д. / 38.848611° пн. ш. 104.825° зх. д.
Колорадський коледж — приватний гуманітарний коледж у Колорадо-Спрінгс, штат Колорадо. Він був заснований в 1874 році Томасом Нельсоном Хаскеллом в пам'ять про свою дочку. Коледж зараховує приблизно 2000 студентів у своєму кампусі площею 90 акрів (36 га). Коледж пропонує 42 спеціальності та 33 неповнолітніх. Відомими випускниками є Ліз Чейні, Датч Кларк, Томас Горнсбі Ферріл, Джеймс Хекман, Стів Сабол, Кен Салазар і Марк Вебб.
Коледж Колорадо є філією Асоційованих коледжів Середнього Заходу.

## Інтернет-ресурси
Вікісховище має мультимедійні дані за темою: Колорадський коледж
- Офіційний сайт
- Colorado College Athletics website